# Anòxia
L'anòxia és la manca (o gairebé manca) d'oxigen respirable en les cèl·lules, els teixits d'un organisme o en un sistema aquàtic, és la forma greu d'hipòxia. Pot ser deguda a una patologia pulmonar (anòxia anòxica), a la disminució o alteració de l'hemoglobina que impedeix la fixació de l'oxigen en quantitats suficients (anòxia anèmica), a la disminució de la circulació sanguínia (anòxia per estenosi) o a la incapacitat dels teixits de fixar l'oxigen (anòxia histotòxica). En els ambients aquàtics (llacs, mars), l'anòxia es produeix quan el consum d'oxigen per part dels organismes és superior a la seva producció per fotosíntesi. També compte en aquest balanç els fluxos d'oxigen entre l'aigua i l'aire o entre un cos d'aigua i un altre. L'anòxia es produeix en casos extrems d'eutrofització i condueix a la producció de sulfur d'hidrogen (àcid sulfhídric) per part dels bacteris sulfat-reductors.